# ショッカー怪人
- 仮面ライダーシリーズ
  - 仮面ライダー > ショッカー > ショッカー怪人
  - 仮面ライダーシリーズ登場怪人一覧 > 仮面ライダーシリーズ第1期登場怪人一覧 > ショッカー怪人

ショッカー怪人（ショッカーかいじん）とは、特撮テレビドラマシリーズ「仮面ライダーシリーズ」の作品に登場する架空のキャラクターの総称である。

## 概要
オリジナルは特撮テレビ番組『仮面ライダー』に登場。悪の秘密結社ショッカーの尖兵として悪事を働き、仮面ライダーと戦う悪役である。
従来の怪獣や異星人とは異なる「怪人」という概念を確立し、『仮面ライダー』の人気を支える要素の一つとなった。
基本的に実在の生物・植物を人間と融合させた姿を持っており、「蜘蛛男」「キノコモルグ」「トリカブト」「ミミズ男」などモチーフとなった生物からネーミングされている。仮面ライダー自身もショッカーに「バッタ男」として改造されて誕生したという経緯がある。実在の生物以外にも、古代生物（ザンブロンゾ、プラノドン）、架空の古代生物（ピラザウルス、ユニコルノス）、UMA（スノーマン）、無機物（ゴースター）、ミイラ（エジプタス）など、さまざまな素材による怪人も登場している。

## 各作品のショッカー怪人
初登場時点でショッカーの怪人とされた怪人（別作品のキャラクターが映画でのみショッカーの怪人と定義された例は含まない）。

### テレビシリーズのショッカー怪人
『仮面ライダー』テレビシリーズの各話に新規怪人が登場する。
怪人たちは改造を受けてショッカーに忠実な操り人形となっているが、中には自ら望んで改造を受けた者も存在する。全世界の人間の全データがインプットされたショッカー・コンピュータによって主に必要に応じた優秀な人材や改造人間に適した素材を選出し、その中でも特に優秀な能力を持つ者だけが改造人間になると同時に、各支部と作戦の陣頭指揮を任される幹部格の栄誉を与えられる。
当初は知力や体力が並外れた人間が改造されていたが、後にそれらが特に優れているわけではない一般市民が改造された例もある。

### 放送当時の未登場怪人
| 怪人名               | 紹介した図鑑                                          | テレビシリーズでの名称 | 出典          |
| -------------------- | ----------------------------------------------------- | ---------------------- | ------------- |
| イソギンチャーゲル   | 『たのしい幼稚園新案カード 仮面ライダー図鑑』         |                        | [ 11 ]        |
| どくバラおんな       | 『たのしい幼稚園新案カード 仮面ライダー図鑑』         |                        | [ 11 ]        |
| サメおとこ           | 『たのしい幼稚園新案カード 仮面ライダー図鑑』         |                        | [ 12 ] [ 13 ] |
| タコおとこ           | 『たのしい幼稚園新案カード 仮面ライダー図鑑』         |                        | [ 12 ] [ 13 ] |
| バッファローおとこ   | 『たのしい幼稚園新案カード 図鑑ぼくらの仮面ライダー』 |                        | [ 12 ] [ 13 ] |
| きくおんな           | 『たのしい幼稚園新案カード 図鑑ぼくらの仮面ライダー』 |                        | [ 12 ] [ 13 ] |
| ファイアマン         | 『たのしい幼稚園新案カード 図鑑ぼくらの仮面ライダー』 |                        | [ 12 ] [ 13 ] |
| かっぱおとこ         | 『たのしい幼稚園新案カード 図鑑ぼくらの仮面ライダー』 |                        | [ 出典 2 ]    |
| くじゃくおんな       | 『たのしい幼稚園新案カード 図鑑ぼくらの仮面ライダー』 |                        | [ 出典 2 ]    |
| かかいじんモスキート | 『たのしい幼稚園新案カード 図鑑ぼくらの仮面ライダー』 | モスキラス             |               |
| いっかくじゅうおとこ | 『たのしい幼稚園新案カード 図鑑ぼくらの仮面ライダー』 | ユニコルノス           |               |

テレビ本編以外の別メディア作品には登場した怪人
ワニ男
石森章太郎による初期の検討用デザインで描かれた。
『たのしい幼稚園』1972年4月号掲載の漫画版に登場し、『たのしい幼稚園新案カード 仮面ライダー図鑑』でも紹介された。
ヒドラーゲン
第4クール初期用に書かれたNG脚本「怪人ヒドラーゲン」に登場する怪人。『たのしい幼稚園新案カード 仮面ライダー図鑑』で紹介された。
後年、小説『S.I.C. HERO SAGA MASKED RIDER EDITION -仮面ライダー #99-』に登場した。
マクロファンガス
『たのしい幼稚園新案カード 仮面ライダー図鑑』で紹介された怪人。
後年、小説『S.I.C. HERO SAGA MASKED RIDER EDITION -仮面ライダー #99-』に登場した。

### 後年の映像作品
なお、下記以外に、『仮面ライダーオーズ/OOO』（作中作として）・映画『仮面ライダー1号』・映画『仮面ライダー×スーパー戦隊 超スーパーヒーロー大戦』・映画『仮面ライダー ビヨンド・ジェネレーションズ』にもショッカーは登場するが、オリジナル怪人の登場は無い。
『ウルトラマンVS仮面ライダー』
ショッカー怪人だけでなく、怪獣も登場。

- 毒サソリ男

『仮面ライダー THE FIRST』

- ホッパー1号
- ホッパー2号
- スパイダー
- バット
- コブラ
- スネーク

『仮面ライダー THE NEXT』
『仮面ライダーV3』のキャラクターに該当するキャラクターも所属。

- ホッパーVersion3
- シザーズジャガー
- チェーンソーリザード
- ショッカーライダー
- Chiharu精神体（包帯姿の女）
  - 風見ちはる
  - 別の精神体（包帯姿の女）

『オーズ・電王・オールライダー レッツゴー仮面ライダー』

- ショッカーグリード

『スーパーヒーロー大戦GP 仮面ライダー3号』

- 仮面ライダー3号
- チーターカタツムリ

『dビデオスペシャル 仮面ライダー4号』
- 仮面ライダー4号
- アリマンモス

### 漫画作品
石ノ森章太郎による漫画作品
| 『週刊ぼくらマガジン』および『週刊少年マガジン』の怪人 - くも男 （蜘蛛男） - うつぼ男 - はち女 - こうもり男 （蝙蝠男） - コブラ男 / 晴彦 - へび姫メドウサ / 美代子 - ショッカーライダー（12体） - カニ男（クラブマン） - 毒蛾男 / 千草 - ジャガーマン - イソギンチャク男 - エビ男 - ヤモゲラス - モグラング - ドクガンダー（成虫） - ナメクジラ - プラノドン - ハエ男 - オオカミ男 - ケンタウロス - 吸血人間 / ヒロミ | 『キミは仮面ライダーをみたか?!』の怪人 - 怪人A（クモ男） - カマキリ女 - コウモリ男 『たのしい幼稚園』分の怪人 - くもおとこ - こうもりおとこ - へびおとこ - うしおとこ - デビルエイ - かにおとこ - モゲラマン - ディプロカウルス - マンドリラー 『ディズニーランド』分の怪人 - エイキング 絵コンテ漫画『仮面ライダー』の怪人 - 怪人X-05（） |

石川森彦の漫画作品
基本的にはテレビシリーズに近い設定となっている。クワガッターやスカラベなどのオリジナル怪人も登場
『たのしい幼稚園』分の怪人
- わにおとこ - 「たのしい幼稚園」昭和47年4月号掲載分に登場。
- ドブネズラー - 「たのしい幼稚園」昭和47年5月号掲載分に登場。
- ダイガー - 「たのしい幼稚園」昭和47年6月号掲載分に登場
- タガメマン - 「たのしい幼稚園」昭和47年8月号掲載分に登場。
- スカラベ - 「たのしい幼稚園」昭和47年9月号掲載分に登場。
- しかおとこ - 「たのしい幼稚園」昭和47年10月号掲載分に登場。
- バラランガ - 「たのしい幼稚園」昭和47年11月号掲載分に登場。

『別冊たのしい幼稚園』分の怪人
- シーラカンス - 「別冊たのしい幼稚園」昭和47年9月号掲載分に登場。

『ディズニーランド』分の怪人
- クワガッター - 「ディズニーランド」昭和47年7月号掲載分に登場。
- サイギャング - 「ディズニーランド」昭和47年9月号掲載分に登場。
- ギラーコオロギ - 「ディズニーランド」昭和47年10月号掲載分に登場。
- アブゴメス - 「ディズニーランド」昭和47年11月号掲載分に登場。
- イモリギャラン - 「ディズニーランド」昭和47年12月号掲載分に登場。

すがやみつるの漫画作品
『テレビマガジン』分の怪人
- アリカバリ - 「テレビマガジン」昭和46年12月号掲載分に登場。
- エイキング - 「テレビマガジン」昭和47年1月号掲載分に登場。
- トドギラー - 「テレビマガジン」昭和47年2月号掲載分に登場。
- イソギンチャック - 「テレビマガジン」昭和47年3月号掲載分に登場。
- カメストーン - 「テレビマガジン」昭和47年4月号掲載分に登場。
- ギリーラ - 「テレビマガジン」昭和47年5月号掲載分に登場。
- うみへび男 - 「テレビマガジン」昭和47年6月号掲載分に登場。
- カブトロング - 「テレビマガジン」昭和47年7月号掲載分に登場。
- セミミンガ - 「テレビマガジン」昭和47年8月号掲載分に登場。
- カミキリキッド -「テレビマガジン」昭和47年9月号掲載分に登場。
- エレキボタル - 「テレビマガジン」昭和47年10月号掲載分に登場。

『冒険王』分の怪人
- フクロウ男 - 「冒険王」昭和47年6月号掲載分に登場。
- カブトロング - 「冒険王」昭和47年7月号掲載分に登場。
- セミミンガー - 「冒険王」昭和47年8月号付録掲載分に登場。
- イカデビル - 「冒険王」昭和47年9月号掲載分に登場。
- カミキリキッド - 「冒険王」昭和47年夏休み特大号掲載分に登場。

『別冊冒険王』分の怪人
- テンペスト - 「別冊冒険王」昭和47年夏季号掲載分に登場。

細井雄二の漫画作品
『おともだち』分の怪人
- アブゴメス - 「おともだち」1973年1月号に登場。

山田ゴロの漫画作品
テレビランド版
- くも男 - 『テレビランド』1978年10月号付録掲載の「仮面ライダー誕生!!」に登場。
- こうもり男 - 『テレビランド』1978年10月号付録掲載の「仮面ライダー誕生!!」に登場。
- カブトロング - 『テレビランド』1978年10月号付録掲載の「仮面ライダー誕生!!」に登場。
- ゲバコンドル - 『テレビランド』1978年11月号掲載の「戦えWライダー!!」に登場。

『仮面ライダーSPIRITS』『新 仮面ライダーSPIRITS』
大コウモリ怪人 / ペトレスク神父
『仮面ライダーSPIRITS』第1話に登場。ショッカーの残党。

大コウモリ怪人による吸血人間
『仮面ライダーSPIRITS』第1話に登場。
ペトレスク神父（大コウモリ怪人）が教会の中で増やしていた吸血人間。スパイクなどが被害に遭った。
第二期強化改造人間
『新 仮面ライダーSPIRITS』第1話から始まる過去編に登場。ショッカーが作り出したショッカーライダー。

『お昼のショッカーさん』
STUDY優作のLINE漫画。基本的にはテレビシリーズのショッカー怪人が登場している（例外的にショッカーライダーやゲルショッカー戦闘員などのゲルショッカーのメンバーも登場）。

- メカデビル - 第44話「ロボット」に登場。イカデビルが製作したロボット。用途などから怪人と呼べるかは不明な点も多いが、一応こちらに記載しておく。

### 小説作品
『仮面ライダー1971-1973』

| - 石渡昭 / 「蟷螂男」 - 「蜘蛛男」 - 「蝙蝠男」 - 「人間カメレオン」 - 「蜂女」 - 里村新一 / 「モスキート」 - 「カミキリ男」 - 「ミミズ男」 - 「コンドル男」 | G素体 - 浜岡正午 / 蟹＝蝙蝠複合体 Dチーム - 「蟹男」 - 「蛇男」 - 「象亀男」 - 「蝎男」 - 「毒蜘蛛男」 - 「蜥蜴男」 - 「モグラ男」 - 「サイ男」 |

S.I.C. HERO SAGA内作品
| 『MASKED RIDER EDITION -Missing Link-』 - ショッカーライダー （全12体） | 『MASKED RIDER EDITION -仮面ライダー #99- 』 - ヒドラーゲン - マクロファンガス |

『仮面ライダーEVE-MASKED RIDER GAIA-』
漫画版『仮面ライダー』の続編。ビッグマシンは、漫画版から引き続き登場。

- 門脇純一郎 / ジェイド
- カメレオン怪人
- ネコ怪人
- 蜻蛉の少年
- ビッグマシン
- カマキリ怪人
- クモ怪人
- コウモリ怪人
- ワニ怪人
- オオワシ怪人
- カニ怪人

### 舞台作品
『仮面ライダー 戦闘員日記』『仮面ライダー 戦闘員日記2』
テレビシリーズと同名の個体も登場するが、同じ個体かは不明のため、こちらに記載する。
- クモ男 - 『戦闘員日記』に登場。
- サソリ男 - 『戦闘員日記』に登場。
- ハチ女 - 『戦闘員日記』『戦闘員日記2』の両方に登場。
- イカデビル - 『戦闘員日記2』に登場。